# 철학상담
철학상담(哲學相談, Philosophical counseling) 또는 철학실천(哲學實踐, Philosophische Praxis)은 철학의 고유한 기능 속에서 심리치료적 요소를 강화한 실용 철학 분야이다. 시초는 독일의 철학상담가 '게르드 B. 아헨바흐'로, 1982년 철학상담소를 열고 내담자와 철학상담을 하면서 시작되었다.
철학상담이 정신의학 혹은 심리상담과 차별화되는 영역은 삶의 모든 문제가 본질적으로 의학적 문제는 아니라는 점을 인식하는 점에서 시작된다. 삶의 고통 또는 불행은 정신 질환이나 심리적 문제에서만 비롯되는 것이 아니다. 감정 또는 행동 장애 치료를 위해 심리학 교육을 받은 의료 전문가를 찾는 것이 적절한 경우가 있고 뇌의 화학적 성질에 문제가 있는 경우가 있어 약을 처방할 수 있는 정신과 의사의 도움을 받는 것이 적절하다. 하지만 문제가 본질적으로 의학적 문제가 아닌 경우에는 다른 종류의 조언이 필요하다. 철학상담에서 다룰 수 있는 영역은 다음과 같다.
- 핵심 신념과 진실
- 비판적 사고와 의심스러운 가정
- 창의적 사고와 대안적 시각 시도
- 명확한 추론과 일관성
- 윤리와 가치
- 의미, 목적 및 성취
- 행복
- 정체성, 자기 발견, 자기 계발
- 변화, 상실, 죽음
- 감정적 삶 조절하기
- 실존적 불안
- 이질성
- 자제
- 의사결정
- 권력과 정의
- 커뮤니케이션 및 관계
- 갈등 해결
- 자유, 책임 및 자기 결정
- 확실성

## 같이 보기
- 심리학
- 철학
- 심리철학
- 심리치료